# ガリー・スピード
ガリー・アンドリュー・スピード MBE（Gary Andrew Speed MBE, 1969年9月8日 - 2011年11月27日）は、ウェールズ出身の元サッカー選手、サッカー指導者。現役時代のポジションはMF。
プレミアリーグの第一線で22年間プレーし、所属した全チームでキャプテンを務めて41歳で現役を引退した。引退後は、ウェールズ代表の監督を務めて5試合で4勝という好記録を収め、100位以下だった同チームのFIFAランキングも45位まで引き上げていた矢先に、亡くなった。

## 人物
プレミアリーグで長年プレーした。2010年に引退後、シェフィールド・ユナイテッドでコーチを務めた。2010-2011シーズン途中にはケヴィン・ブラックウェル監督が解雇されたため、3年契約で後任監督に就任した。
2010年12月24日、シェフィールド・ユナイテッド監督を任期途中で退任し、ウェールズ代表監督に就任した。
2011年11月27日、イングランド北西部のチェシャーの自宅で縊死しているところを発見された。42歳没。
2012年1月、ウォリントンで行われた検視法廷において死因は首つりによるものと断定されたものの、検視官は「意図的なのか偶然なのかを判断するのに十分な証拠がない」とし、ガリー・スピードが首にケーブルを巻きつけた状態で自宅のガレージの階段に座って「うとうとした」のではないかとコメントした。同法廷では妻のルイーズ（Louise Speed）が、死去の4日前に携帯電話のテキストメッセージでガリー・スピードが自ら命を絶つと話題にしたものの、その後思いとどまったと語った上で、死の前日の11月26日に2人でディナーパーティーから帰宅した際に夫婦間で口論があり、その後頭を冷やそうと1人でドライブに出かけたルイーズは深夜1時半頃に家に入ろうとしたら入れなかったと説明した。帰宅した際に家の中に入ることができず、ガリー・スピードとも連絡が付かなかったため、車の中で一夜を過ごし、翌朝（27日）午前6時に目を覚ましたルイーズはガレージの窓からスピードの姿を発見し通報した、と証言した。またウェールズ代表のチームドクターは、スピードにストレスや鬱の兆候はなかったと審問で証言、2010年までスピードが監督を務めたシェフィールド・ユナイテッドの医療スタッフも、指揮を執っていた間に精神的な問題はなかったとしている。

## 所属クラブ

### 選手
- 1988-1996  リーズ・ユナイテッドAFC
- 1996-1998  エヴァートンFC
- 1998-2004  ニューカッスル・ユナイテッドFC
- 2004-2008  ボルトン・ワンダラーズFC
- 2008-2010  シェフィールド・ユナイテッドFC

### 指導者
- 2010  シェフィールド・ユナイテッドFC（コーチ）
- 2010  シェフィールド・ユナイテッドFC（監督）
- 2010-2011  ウェールズ代表（監督）